# John Watson Foster
John Watson Foster (Petersburg, 2 marzo 1836 – Washington, 15 novembre 1917) è stato un politico, statistico e generale statunitense.

## Biografia
Fu il trentaduesimo segretario di Stato degli Stati Uniti sotto il presidente degli Stati Uniti d'America Benjamin Harrison (23º presidente). Iniziò la sua attività di giornalista lavorando al Evansville Daily Journal dal 1865 sino 1869, fu poi ambasciatore in vari paesi: Messico, Russia e Spagna.
Fra i suoi nipoti:
- John Foster Dulles, segretario di Stato degli Stati Uniti;
- Allen Welsh Dulles;
- Eleanor Lansing Dulles.